# 拉克莱特奶酪
拉克莱特奶酪或燒烤刮起司（法語：raclette，法語發音：[ʁaklɛt] ⓘ）產自瑞士法語區以及法國臨近瑞士週邊的地帶。拉克莱特奶酪的外殼為褐色，芝士肉為黃色，質地平滑，易於融化。拉克莱特除了指芝士外，亦是一道瑞士傳統的菜餚(起司火鍋)，是以拉克莱特奶酪融化後製成。

## 外部連結
- 维基共享资源上的相關多媒體資源：拉克莱特奶酪